# Il resto di niente (romanzo)
"Ah sì. Il resto di niente."»
(Enzo Striano, Il resto di niente)
(Enzo Striano, Il resto di niente)
Il resto di niente è un romanzo storico italiano di Enzo Striano, pubblicato per la prima volta nel 1986, nel quale viene raccontata la vita di Eleonora de Fonseca Pimentel sullo sfondo della rivoluzione napoletana del 1799.

## La trama
Eleonora de Fonseca Pimentel, undicenne, parte per Napoli al seguito della sua nobile famiglia portoghese: essi sono costretti ad abbandonare Roma - dove Eleonora, detta Lenòr, era nata - a causa dei difficili rapporti tra il Regno del Portogallo e lo Stato Pontificio, che tra l'altro non riconosceva i titoli di nobiltà della discendenza Fonseca Pimentel.
Dopo la descrizione del periglioso viaggio attraverso le paludi pontine, la trama si dipana intorno all'adolescenza e maturità di Lenòr: a Napoli cresce e - soprattutto dopo la triste vicenda coniugale, che la porta al divorzio dal rude marito Tria dopo la morte del figlio - viene a contatto con gli intellettuali partenopei dell'epoca.
Già ostile alle pratiche superstiziose della plebe, ma anche interessata alle possibilità di una sua educazione pubblica e civile, respira l'aria rivoluzionaria che avrebbe portato al rovesciamento del governo di Ferdinando IV e all'instaurazione della Repubblica Napoletana nel 1799, della quale è sostenitrice anche attraverso la direzione del giornale Monitore Napoletano.
Contro la Repubblica, sostenuta inizialmente dalle truppe del generale francese Jean Étienne Championnet, interviene l'Esercito della Santa Fede, agli ordini del cardinale Fabrizio Ruffo. La sconfitta dei rivoluzionari viene seguita dalla restaurazione del potere borbonico e dalle condanne a morte per i sostenitori della Repubblica. Tra di essi vi è anche Lenór, giustiziata in piazza del Mercato il 20 agosto del 1799; la decapitazione, privilegio nobiliare, le viene negata, nonostante il Regno avesse riconosciuto da anni i titoli nobiliari della famiglia portoghese da cui discendeva.

## La poetica di Striano
All'impiccata non resta in pugno meno che il niente: il "resto" che si deve al niente. Ma questo è il conseguimento di "una dimensione più vera del reale", una "verità conquistata di fronte alla morte".
Francesco D'Episcopo ha invece enunciato i "fasti sobriamente sontuosi" della filosofia del libro: dal niente può talvolta rinascere il tutto ed il mare di Napoli, "araba fenice o novella Atlantide", è "metafora illimitata e irrazionale di una passione e possessione".

## Adattamenti cinematografici
Dal romanzo è stato tratto un film omonimo nel 2004, diretto dalla regista Antonietta De Lillo e presentato fuori concorso alla 61ª Mostra internazionale d'arte cinematografica di Venezia.

## Edizioni
- Enzo Striano, Il resto di niente - Storia di Eleonora de Fonseca Pimentel e della rivoluzione napoletana del 1799, II ed., collana Piccola Biblioteca La Scala, Rizzoli, 2004,  pp. 366, cap. 20, ISBN 88-17-86695-4.
- Enzo Striano, Il resto di niente, edizione scolastica integrale a cura di Raffaele Messina.